# Triptongo
Un triptongo es la forma que toma parte de una palabra. Casi siempre será una vocal cerrada más una abierta seguida de otra cerrada se forma "triptongo" (por ejemplo, en la palabra Ezequiel, no se cumple la regla).

## Triptongo en español
En español, un triptongo es siempre la unión de tres vocales que se pronuncian en una misma sílaba, dos de ellas cerradas y una abierta, según el esquema:

{\displaystyle {\mbox{V}}_{D}{\mbox{V}}_{F}{\mbox{V}}_{D}\,}

La vocal fuerte ocupa la posición central y está flanqueada por dos vocales débiles. Algunos ejemplos: riais, amortiguáis, aliviáis, acariciéis, Paraguay, Uruguay, despreciéis, criais, Guaiqueri, semiautomático y vieira. Hay 12 posibles combinaciones entre a, e, o centrales y las i, u de flancos: iai, iei, ioi; iau, ieu, iou; uai, uei, uoi; uau, ueu, uou.
La siguiente combinación no es triptongo sino hiato+diptongo cuando el acento recae en la primera vocal débil, como sucede en la palabra rompíais.
Es necesario que ninguna de las vocales cerradas sea tónica para que exista triptongo.

### Acentuación de palabras con triptongo
Las palabras con triptongo siguen las reglas generales de acentuación. Así, lieis no lleva tilde por ser una palabra monosílaba.

### Colocación de la tilde en los triptongos
Triptongo es la secuencia de tres vocales que forman parte de una misma sílaba: a - pre - ciáis, co - piéis, buey. Para que exista un triptongo han de combinarse dos vocales cerradas (i, u) átonas y, en medio de estas, una vocal abierta (a, e, o): anunciáis, guau, miau, confiéis. No son triptongos en español las secuencias de vocal cerrada (débil) + vocal abierta (fuerte) + vocal cerrada (débil) cuando alguna de las dos vocales cerradas (débiles) es tónica. Entonces siempre que se acentúa la vocal cerrada (débil), el triptongo se destruye automáticamente sin importar cómo esté estructurada la palabra. Lo que hay en esos casos es un hiato seguido de un diptongo, cuando es tónica la primera vocal cerrada (débil): vivíais (vi - ví - ais); o un diptongo seguido de un hiato, cuando es tónica la segunda vocal cerrada: limpiaúñas (lim - pia - ú - ñas).
Una misma secuencia de vocal cerrada átona + vocal abierta + vocal cerrada átona puede pronunciarse, en unas palabras, formando parte de la misma sílaba, esto es, como un triptongo y, en otras, en dos sílabas diferentes, es decir, como un hiato seguido de un diptongo, o viceversa; así, la secuencia iei se pronuncia como triptongo en la palabra cambiéis [cam - biéis] y como hiato + diptongo en confiéis [con - fi - éis], al menos en España y en los países americanos en los que la tendencia antihiática es menos fuerte. Sin embargo, a efectos de acentuación gráfica, cualquier secuencia formada por una vocal abierta entre dos vocales cerradas átonas siempre se considerará un triptongo, con independencia de su articulación real en una o en dos sílabas.
Por lo regular son de terminación iái, por ejemplo:
Abreviáis
Abreviéis
Acahual
Acariciáis
Acariciéis
Acopiáis
Acopiéis
Actuáis
Actuéis
Ahuautle
Amortiguáis
Anunciáis
Anunciéis
Apreciáis
Apreciéis
Apremiáis
Apremiéis
Arreciáis
Arreciéis
Asediáis
Asediéis
Atenuáis
Atrofiáis
Atrofiéis
Averiéis
Averiguáis
Biaural
Buey
Camagüey
Cambiáis
Cartografiáis
Cartografiéis
Ciais
Codiciáis
Codiciéis
Contagiéis
Copiáis
Copiéis
Criais
Crieis
Cuaimas
Cuauhtémoc
Cuaunáhuac
Cuautepec
Cuautitlán
Cuautla
Dioico
Efectuáis
Enunciáis
Enunciéis
Enviciáis
Enviciéis
Envidiáis
Envidiéis
Estudiáis
Estudiéis
Fiais
Guau
Guay
Guaymas
Guayqueri
Güey
Guiais
Guieis
Habituáis
Habituéis
Haliéutica
Hioides
Huaico
Hualieutica
Huaula
Huaura
Huautla
Huauzontle
Huay
Huayco
Huei
Hueitlatoani
Hueypoxtla
Liais
Lieis
Luau
Menospreciáis
Menospreciéis
Miau
Paraguay
Parodiáis
Parodiéis
Piai
Riais
Rociáis
Ruau
Santigüéis
Semiautomático
Terciáis
Terciéis
Uruguay
La tilde (en caso de necesitarla) va siempre sobre la vocal abierta: consensuéis (con-sen-suéis), habituáis (ha-bi-tuáis), tuáutem (tuáu-tem)..